# Florența Albu
Pour les articles homonymes, voir Albu.
Florența Albu, née le 1er décembre 1934 et décédée le 3 février 2000, est une poétesse roumaine,.

## Biographie
Elle est née à Floroaica, dans le județ de Călărași. Elle étudie au lycée Gheorghe Șincai de Bucarest de 1948 à 1952, puis poursuit ses études à la faculté de philologie à l'université de Bucarest de 1952 à 1957. Elle a travaillé pour le journal Scînteia tineretului de 1963 à 1965, et à la revue Viața Românească de 1965 à 1995,.
Florența Albu est décédée à Bucarest à l'hôpital Fundeni en 2000 et a été enterrée à Gruiu.

## Œuvres
- Tânărul scriitor (1954)
- Fără popas, Editura pentru literatură, 1961
- Măşti de priveghi (1968)
- Arborele vieții (1971)
- Petrecere cu iarbă (1973)
- Elegii (1973)
- 65 poeme (1978)
- Kilometrul unu în cer (1988)
- « Himera nisipurilor, Roata lumii, Euri posibile », Streiflicht – Eine Auswahl zeitgenössischer rumänischer Lyrik
- Lumina piezișă, traduit par Christian W. Schenk, Dionysos Verlag, 1994  (ISBN 3-9803871-1-9)

Non fiction
- Câmpia soarelui, 1962